# Angelo Artico
Angelo Artico (Motta di Livenza, 1922 – Motta di Livenza, 17 ottobre 1944) è stato un partigiano italiano, medaglia di bronzo al valor militare.

## Biografia
Di mestiere bracciante agricolo, fu partigiano del Battaglione “Livenza”;
Artico e Furlan furono catturati dai nazifascisti mentre traghettavano il fiume Livenza a bordo di una barca. Portati alla sede di Motta del Comando tedesco della Kriegsmarine, furono interrogati e seviziati per quattro giorni consecutivi e, poiché non volevano dare notizie sui loro compagni di lotta, furono trascinati nei pressi dell’albergo ‘Desirò’, impiccati ai tralicci della linea elettrica locale e i loro corpi furono lasciati sul posto per un paio di giorni.

## Onorificenze
Medaglia di bronzo

## Lapide
Due lapidi poste in via IV novembre, a Motta di LIvenza, all'ingresso del ponte sul fiume Livenza, ricordano i due Martiri Antonio e Angelo.